# Dimitrios Voulgaris
Dimitrios Voulgaris (en griego: Δημήτριος Βούλγαρης) (20 de diciembre de 1802-10 de enero de 1878) fue un político griego originario de la isla de Hidra. Fue ocho veces el primer ministro de Grecia.
Nació el 20 de diciembre de 1802 en Hidra en las Islas Sarónicas. Durante la guerra de independencia de Grecia, participó en las operaciones navales contra el Imperio otomano. Después de la independencia, Voulgaris entró en política como opositor del gobernador Ioannis Kapodistrias. En 1843, Voulgaris fue designado en el recién creado senado y en 1847, fue designado ministro de los asuntos navales.
Fue primer ministro por primera vez en 1855 durante la guerra de Crimea. Fue elegido otra vez a pesar de la corrupción y el fraude extendido durante las elecciones. Voulgaris y todos su ocho gobiernos estuvieron marcados por la corrupción.
Voulgaris estuvo implicado en el golpe contra Otón I de Grecia en octubre de 1862.
Finalmente, en 1875, Charilaos Trikoupis publicó en un periódico su artículo famoso ¿Quién es culpable? ("Τις πταίει;"), respecto a la pérdida de dinero público y a la corrupción de gobierno.
Después de una fuerte protesta pública, Jorge I de Grecia destituyó a Voulgaris. Las autoridades procesaron a muchos de sus asociados por una variedad de cargos. Voulgaris cayó enfermo y murió el 10 de enero de 1878.